# RATZ-Index
Der RATZ-Index (Relativer Anstieg der Trefferquote gegenüber der Zufallstrefferquote) ist ein Kennwert zur Beschreibung der Güte von Screening-Verfahren im medizinischen oder psychologischen Bereich. Der Index wurde 1992 erstmals von H. Marx vorgeschlagen und kennzeichnet, um wie viel ein Testverfahren im Vergleich zu einer zufälligen Zuordnung besser abschneidet. Die Werte variieren üblicherweise zwischen 0 (das Screening ist genauso gut wie der Zufall) bis 1, wobei Werte ab 0,3 als eine leichte Verbesserung der Vorhersagegüte, Werte ab 0,6 als eine deutliche Verbesserung eingestuft werden. Negative Werte besagen, dass eine völlig zufällige Aufteilung bessere Klassifikationsergebnisse erbringt als das Screening.
Der Ratz-Index wird folgendermaßen berechnet: {\displaystyle {\text{RATZ}}={\frac {{\text{Trefferquote}}-{\text{Zufallstrefferquote}}}{{\text{max. Trefferquote}}-{\text{Zufallstrefferquote}}}}}